# Emma Calderón y de Gálvez
Emma Calderón y de Gálvez (San Fernando, ?) fue una periodista, maestra y escritora española.

## Trayectoria
Hija de un marinero, Calderón vivió en Ferrol cuando era niña debido a la profesión de su padre, y luego regresó a vivir a Cádiz, donde ya vivía en 1913. Era maestra y publicó poemas y artículos en la prensa, incluido un texto que defendía la entrada de Emilia Pardo Bazán en la Real Academia Española.
Después de la muerte de Nicomedes Ferrari, con quien tuvo una gran amistad, pasó a dirigir el periódico El Anunciador en Gibraltar, del que Ferrari había sido dueño. También publicó en Ilustración Gallega, el Diario de Cádiz, Diana, Arco Iris, El Último, Cádiz Gráfica, La Alhambra, La Isla, El Heraldo, El Éxito, Alma Latina y Bromas y Veras.
Calderón fue miembro de la Academia Latinoamericana de Cádiz, y en 1911 fue elegida miembro honorario de la Asociación de la Prensa de Cádiz. Intercambió correspondencia, entre otros, con el médico y escritor gallego Xesús Rodríguez López.
Según Carmen Ramírez Gómez (2000), Calderón utilizó el seudónimo de Narciso del Prado, un nombre que la mayoría de las fuentes atribuyen a otra escritora contemporánea: Paulina Ibarra Blasco.

## Obra
- 1913 – ¡Por su moreniya! (cuento)
- 1914 – Poesía y prosa. Madrid. (cuentos)
- 1920 – Sobre las cumbres.
- 19?? – Entre gavilanes. (folletín)
- 19?? – Lucha. (folletín)
- 19?? – Manjar de Dios. (folletín)
- 19?? – Solera. (folletín)

## Galería de imágenes
|                          |
| ¡Por su moreniya!, 1913. |

|                          |
| Sobre las cumbres, 1920. |